# Amtsgericht Witten

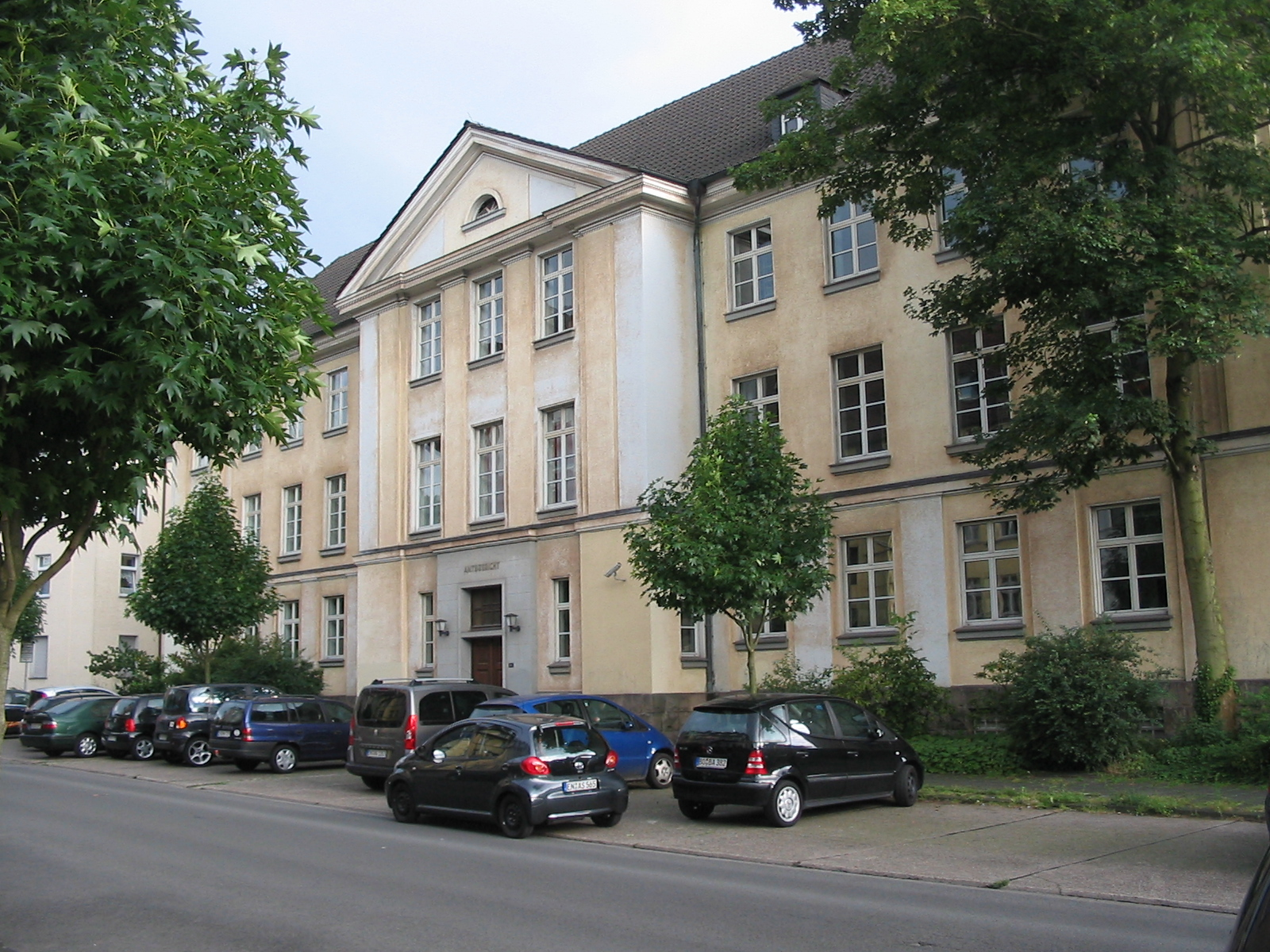
Amtsgericht Witten, Altbau

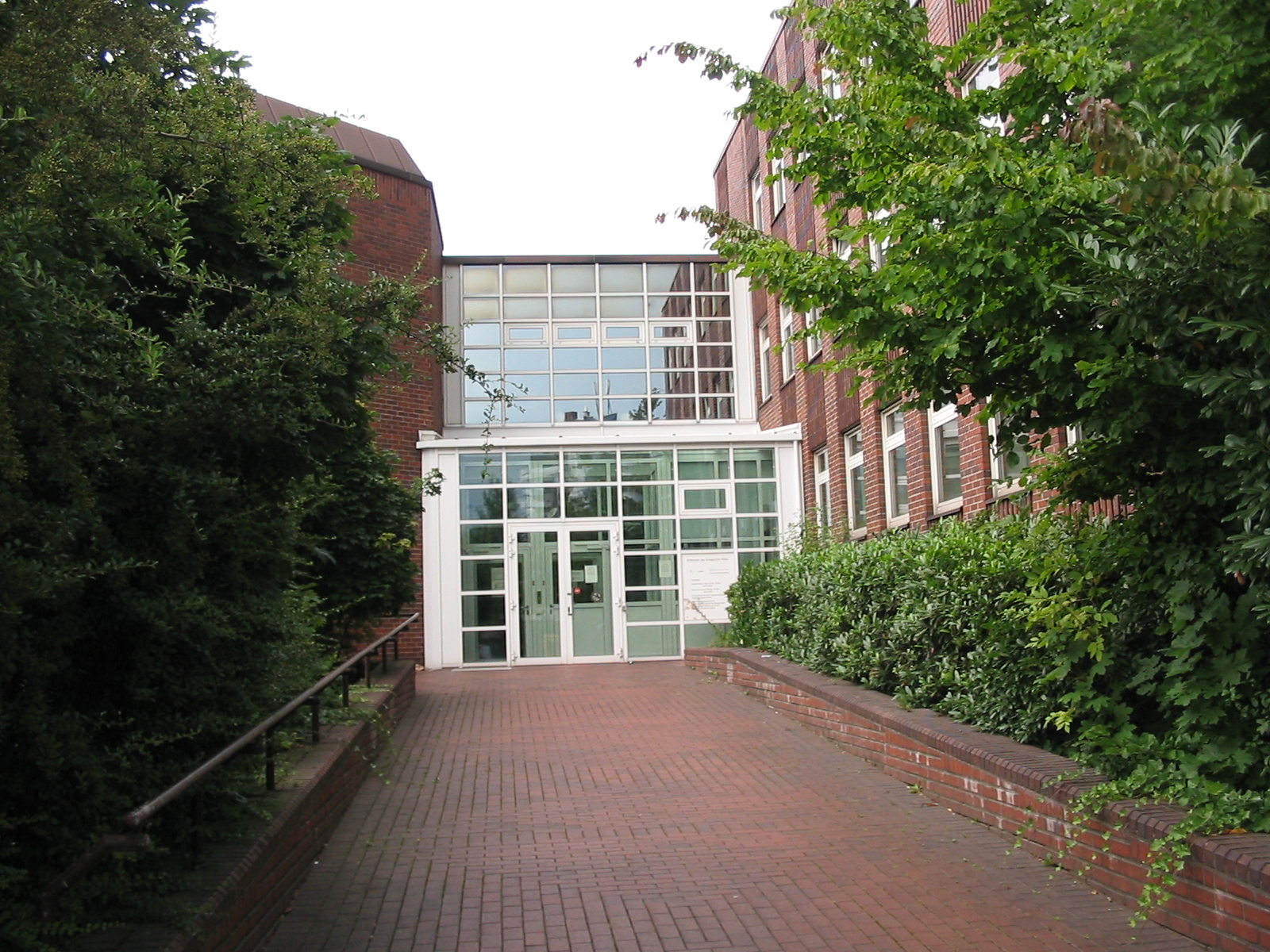
Amtsgericht Witten, Neubau

Witten ist Sitz des Amtsgerichts Witten, das für die Stadt Witten im nördlichen Teil des Ennepe-Ruhr-Kreises zuständig ist. In dem 72 km² großen Gerichtsbezirk leben rund 100.000 Menschen.

## Übergeordnete Gerichte
Das dem Amtsgericht Witten übergeordnete Landgericht ist das Landgericht Bochum, das wiederum dem Oberlandesgericht Hamm untersteht.

## Geschichte
Das Amtsgericht Witten wurde 1879 gegründet.